# Modermærkekræft
Modermærkekræft (malignt melanom) er en form for kræft i huden, der opstår i hudens pigmentceller (melanocytter). Modermærkekræft kan sprede sig i kroppen og kan være livsstruende. Jo tidligere sygdommen bliver opdaget, jo større sandsynlighed for helbredelse. Prognosen er dårligst, hvis der er metastaser. Melanomer findes hyppigst på huden, men kan også ses i munden, endetarmen og hjernehinderne.

## Årsager til kræft i huden
Ultraviolet stråling fra solen eller fra solarier kan give både almindelig hudkræft, som meget sjældent er livstruende, og modermærkekræft, som er en mere aggressiv form for kræft. Overdreven soldyrkning og solskoldninger, især i barn- og ungdom, øger risikoen for at udvikle modermærkekræft. Det skyldes, at huden påvirkes af de skadelige ultraviolette stråler. 
Risikoen for at få kræft i huden afhænger af: 
- Hudtype (mennesker med lys hud har størst risiko)
- Hvor længe man sammenlagt opholder sig i solen og solarium i sit liv
- Antallet af solskoldninger man har haft (jo flere jo større risiko)
- Antallet af modermærker (jo flere jo større risiko)
- Arvelig tendens, fx ved dysplastisk nævus syndrom.

## Symptomer
Det vigtigste tegn på modermærkekræft er, at et eksisterende modermærke forandrer sig. Hvis man får nye modermærker, som vokser, eller hvis et af dem, man har, begynder at vokse, klø, bløde eller ændre farve, bør man gå til sin læge og få det undersøgt. Man kan først få stillet diagnosen modermærkekræft, efter modermærket er fjernet, da det skal undersøges for kræftceller under mikroskop.

## Modermærkekræft er i stigning
Forekomsten af modermærkekræft i Danmark er stigende. Den nyeste statistik fra Cancerregistret viser, at antal tilfælde af modermærkekræft er steget med knap 100% over de seneste 20 år for både kvinder og mænd. Udviklingen viser også, at modermærkekræft rammer unge i modsætning til andre kræftformer. Modermærkekræft er nu den mest udbredte kræftform blandt unge kvinder i alderen 15-34 år og den næsthyppigste kræftform blandt unge mænd . 

## Forebyggelse
Modermærkekræft kan stort ses forebygges ved at beskytte sig i den stærke middagssol om sommeren ved at søge skygge, bruge tøj, solhat og solcreme samt ved at undgå brug af solarier.  

## Sammenhæng mellem solarium og modermærkekræft
En ekspertgruppe under WHO finder, at der er en direkte sammenhæng mellem brug af solarium og modermærkekræft. Ekspertgruppen anbefaler et forbud mod solarier for alle under 18 år  . En stor nordisk kohorteundersøgelse  er i tråd med WHOs konklusioner og viser, at unge skandinaviske kvinder (20-29 år) har 158% højere risiko for modermærkekræft ved bare ét månedligt besøg i solariet .

## Eksterne Henvisninger
- Wikimedia Commons har flere filer relateret til Modermærkekræft
- Kræftens Bekæmpelse Læs mere om modermærkekræft og almindelig hudkræft. Se mere om kræft i tal.
- Cancerregisteret Arkiveret 10. januar 2010 hos  Wayback Machine I Cancerregisteret registreres alle nydiagnosticerede tilfælde af cancer i Danmark.
- Netværk Modermærkekræft Arkiveret 20. juni 2009 hos  Wayback Machine Link til patientforeningen
- Skru ned for Solen ml.12 og 15 Læs mere om forebyggelse af modermærkekræft
- National Cancer Institute NCI er det amerikanske sundhedsministeriums kræftorganisation – direkte link til siderne om modermærkekræft.
- Cancerbackup Cancerbackup er en af Europas ledende hjemmesider om kræft – direkte link til siderne om modermærkekræft.